# Круи (Эна)
О княжеском роде см. Круа
Круи́ (фр. Crouy) — коммуна во Франции, находится в регионе Пикардия. Департамент коммуны — Эна. Входит в состав кантона Суасон-1. Округ коммуны — Суасон.
Код INSEE коммуны — 02243.

## Население
Население коммуны на 2010 год составляло 2716 человек.
| 1962 | 1968 | 1975 | 1982 | 1990 | 1999 | 2010 |
| ---- | ---- | ---- | ---- | ---- | ---- | ---- |
| 2781 | 3031 | 3058 | 2960 | 2819 | 2619 | 2716 |

## Экономика
В 2010 году среди 1733 человек трудоспособного возраста (15—64 лет) 1209 были экономически активными, 524 — неактивными (показатель активности — 69,8 %, в 1999 году было 68,1 %). Из 1209 активных жителей работали 1060 человек (545 мужчин и 515 женщин), безработных было 149 (81 мужчина и 68 женщин). Среди 524 неактивных 141 человек были учениками или студентами, 199 — пенсионерами, 184 были неактивными по другим причинам.